# Fiat 507
La Fiat 507 è un'autovettura di media gamma prodotta dalla FIAT dal 1926 al 1927.

## Il contesto
Era praticamente la versione riammodernata della Fiat 505 con un motore più potente. Rispetto all'antenata furono modificate le sospensioni ed i freni.
Il motore era un quattro cilindri con una cilindrata di 2297 cm³  erogante una potenza di 35 hp. Il cambio era a quattro rapporti manuali. Il propulsore era più potente di quello montato sulla “Fiat 505” ma aveva la stessa meccanica dell'antenata.
È stata considerata la seconda serie della Fiat 505 ed è stata prodotta in versione berlina, limousine e cabriolet. Fu sostituita dalla Fiat 520.